# Nikísiani
Nikísiani, en grec moderne : Νικήσιανη, est un village du dème de Pangéo dans le district régional de Kavála en Macédoine-Orientale-et-Thrace en Grèce.
Selon le recensement de 2011, la population du village s'élève à 2 236 habitants.